# Kabinett Kompatscher III
Das Kabinett Kompatscher III ist die XVII. Südtiroler Landesregierung und gleichzeitig die dritte unter dem Vorsitz von Landeshauptmann Arno Kompatscher. Das Kabinett ist seit dem 1. Februar 2024 im Amt. Gewählt wurde es vom Südtiroler Landtag in seiner Zusammensetzung nach den Wahlen 2023. Bei der offenen, namentlichen Abstimmung votierten 19 Abgeordnete für die künftige Regierung, 15 dagegen und ein Abgeordneter enthielt sich der Stimme. Die Bürgerliste La Civica ist an der Fünf-Parteien-Koalition beteiligt, stellt jedoch kein Regierungsmitglied.
Bereits am 19. Februar trat der für die Freiheitlichen gewählte Abgeordnete Andreas Leiter Reber aus Partei und Parlamentsklub aus, wodurch sich die Regierungsmehrheit im Landtag auf 18 Abgeordnete verringerte.

## Zusammensetzung
| Name              | Amt                                   | Partei | Sprachgruppe | Ressort |
| ----------------- | ------------------------------------- | ------ | ------------ | --- |
| Arno Kompatscher  | Landeshauptmann                       | SVP    | deutsch      | Autonomie, Außenbeziehungen, Finanzen, Bürgernahe Verwaltung, Gemeinden, Zivilschutz, Bürgerrechte, Chancengleichheit |
| Rosmarie Pamer    | Erste Landeshauptmannstellvertreterin | SVP    | deutsch      | Sozialer Zusammenhalt, Familie, Ehrenamt                                                                              |
| Marco Galateo     | Zweiter Landeshauptmannstellvertreter | FdI    | italienisch  | Italienische Bildung, Italienische Kultur, Handel und Dienstleistungen, Handwerk, Industrie                           |
| Daniel Alfreider  | Dritter Landeshauptmannstellvertreter | SVP    | ladinisch    | Ladinische Bildung, Ladinische Kultur, Mobilität, Infrastruktur                                                       |
| Philipp Achammer  | Landesrat                             | SVP    | deutsch      | Deutsche Bildung, Deutsche Kultur, Innovation, Forschung, Museen, Denkmalschutz                                       |
| Magdalena Amhof   | Landesrätin                           | SVP    | deutsch      | Europa, Arbeit, Personal                                                                                              |
| Christian Bianchi | Landesrat                             | FI     | italienisch  | Hochbau, Vermögen, Grundbuch und Kataster                                                                             |
| Peter Brunner     | Landesrat                             | SVP    | deutsch      | Umwelt-, Natur- und Klimaschutz, Energie, Raumentwicklung, Sport                                                      |
| Ulli Mair         | Landesrätin                           | F      | deutsch      | Wohnen, Sicherheit und Gewaltprävention                                                                               |
| Hubert Messner    | Landesrat                             | SVP    | deutsch      | Gesundheitsvorsorge und Gesundheit                                                                                    |
| Luis Walcher      | Landesrat                             | SVP    | deutsch      | Tourismus, Land- und Forstwirtschaft                                                                                  |